# 田麻属
田麻属（学名：Corchoropsis）是椴树科下的一个属，为一年生草本植物。该属共有田麻（Corchoropsis crenata）和光果田麻（Corchoropsis psilocarpa）两种，分布于东亚。

## 下属物种
- 光果田麻 Corchoropsis psilocarpa
- 田麻 Corchoropsis tomentosa